# Horatio C. Claypool
Horatio Clifford Claypool, född 9 februari 1859 i McArthur i Ohio, död 19 januari 1921 i Columbus i Ohio, var en amerikansk demokratisk politiker. Han var ledamot av USA:s representanthus 1911–1915 och 1917–1919.
Claypool studerade juridik och inledde 1882 sin karriär som advokat i Chillicothe. År 1911 efterträdde han Albert Douglas som kongressledamot och efterträddes 1915 av Edwin D. Ricketts. Han tillträdde på nytt som kongressledamot 1917 och efterträddes 1919 igen av Ricketts.
Claypool avled 1921 i Columbus och gravsattes i Chillicothe i Ohio.